# Enyalioides cofanorum
Enyalioides cofanorum là một loài thằn lằn trong họ Hoplocercidae. Loài này được Duellman mô tả khoa học đầu tiên năm 1973.